# Еруслан Лазаревич

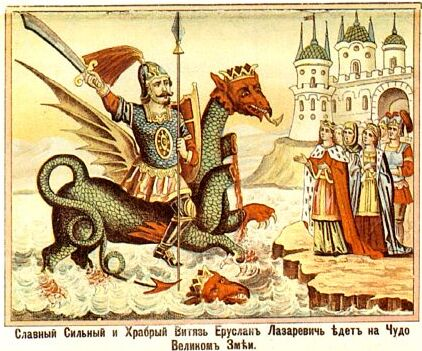
Славный сильный и храбрый витязь Еруслан Лазаревич едет на Чудо великом Змеи. Лубок

Ерусла́н Ла́заревич (Руслан, Уруслан Залазарович) — герой древнерусской книжной сказочной повести и фольклора.
Сказка о Еруслане Лазаревиче, повествуя о многочисленных воинских и любовных похождениях молодого и прекрасного богатыря, нравилась старинным русским читателям разнообразием своего содержания и, перейдя на лубок, широко распространилась в народе. Её влияние заметно в некоторых пересказах былин об Илье Муромце.

## Основа сказаний
Имя Еруслана Лазаревича и некоторые сюжеты (поиски богатырского коня Араша — ср. Рахш, бой Еруслана с сыном) восходят к древнему персидскому эпосу о Рустаме («Шахнамэ»). Мотивы иранского эпоса были заимствованы при тюркском посредстве: Арслан («лев», рус. Руслан) — тюркское прозвище Рустама, отец Еруслана Залазар — отец Рустама Заль-зар.
В героических странствиях Еруслан Лазаревич вступает в единоборство с различными соперниками: другими богатырями, чудовищами (в том числе с трёхголовым змеем, которому в жертву предназначалась царская дочь), вражескими полчищами.
В сказании повествуется о встрече с русским богатырём Иваном, бое с ним, последующем братании и помощи, оказанной Ерусланом Ивану в добывании дочери Феодула-змея Кандаулы Феодуловны; о встрече Еруслана с прекрасными царевнами, с великаном-сторожем Ивашкой; о бое со змеем-хранителем принцессы Анастасии Вахрамеевны; женитьбе на царевне Подсолнечного города и так далее. Эти похождения Еруслана, не имея прямых соответствий в похождениях иранского Рустама, находят себе параллели в разных восточных сказках.
Сказка о Еруслане Лазаревиче представляет значительный интерес для истории былин и сказок об Илье Муромце. С одной стороны, в основе некоторых похождений муромского богатыря лежат те же мотивы, что вошли в сказку о Еруслане Лазаревиче. Так, встреча Ильи с Соловьём-разбойником, приезд в Киев и отношения с князем Владимиром напоминают встречу Еруслана Лазаревича с богатырём Ивашкой и приезд к царю Далмату; встреча Ильи с королевичной может быть сопоставлена со встречей Еруслана с прекрасными царевнами; затем оба богатыря бьются со своими сыновьями, которых не узнают и так далее. С другой стороны, на некоторые былины и особенно сказки об Илье Муромце оказала прямое влияние лубочная, распространённая в народе сказка о Еруслане Лазаревиче.

## Издания
Сказка о Еруслане Лазаревиче впервые была издана Н. С. Тихонравовым, по рукописи Ундольского, и  Н. Костомаровым, по рукописи Погодинского древлехранилища. Текст лубочной лицевой сказки был напечатан Д. И. Ровинским. Обе записи сказки XVII в. представляют её в двух редакциях, из которых редакция списка Ундольского считается более ценной; она отличается большей логической связностью между отдельными приключениями героя, названного в ней Урусланом, и сохранила в большей чистоте некоторые имена других действующих лиц.